# Coppa di Francia 2024-2025 (pallavolo femminile)
La Coppa di Francia 2024-2025, 39ª edizione della coppa nazionale femminile di pallavolo, si è svolta dal 14 gennaio al 29 marzo 2024: al torneo hanno partecipato quattordici squadre di club francesi e la vittoria finale è andata per la seconda volta al Mulhouse.

## Formula
La formula ha previsto ottavi di finale, quarti di finale, semifinali e finale.

## Squadre partecipanti
- Béziers
- Bordeaux-Mérignac
- Chamalières
- Levallois Paris
- Marcq-en-Barœul
- Mulhouse
- Neptunes de Nantes

- Quimper
- RC Cannes
- Saint-Dié-des-Vosges
- Terville Florange
- Vandœuvre Nancy
- Venelles
- Volero Le Cannet

## Torneo

### Tabellone
|  | Ottavi di finale     | Ottavi di finale |  |  | Quarti di finale   | Quarti di finale |          |   | Semifinali         | Semifinali |          |   | Finale | Finale |  |
|  |                      |                  |  |  |                    |                  |          |   |                    |            |          |   |        |        |  |
|  |                      |                  |  |  | Neptunes de Nantes | 3                |          |   |                    |            |          |   |        |        |  |
|  | Saint-Dié-des-Vosges | 1                |  |  | Vandœuvre Nancy    | 1                |          |   |                    |            |          |   |        |        |  |
|  | Vandœuvre Nancy      | 3                |  |  |                    |                  |          |   | Neptunes de Nantes | 3          |          |   |        |        |  |
|  | Marcq-en-Barœul      | 2                |  |  |                    |                  | Venelles | 1 |                    |            |          |   |        |        |  |
|  | Terville Florange    | 3                |  |  | Terville Florange  | 0                |          |   |                    |            |          |   |        |        |  |
|  | Béziers              | 1                |  |  | Venelles           | 3                |          |   |                    |            |          |   |        |        |  |
|  | Venelles             | 3                |  |  |                    |                  |          |   | Neptunes de Nantes | 1          |          |   |        |        |  |
|  | Bordeaux-Mérignac    | 3                |  |  |                    |                  |          |   |                    |            | Mulhouse | 3 |        |        |  |
|  | Volero Le Cannet     | 0                |  |  | Bordeaux-Mérignac  | 2                |          |   |                    |            |          |   |        |        |  |
|  | Quimper              | 3                |  |  | Quimper            | 3                |          |   |                    |            |          |   |        |        |  |
|  | Chamalières          | 0                |  |  |                    |                  |          |   | Quimper            | 2          |          |   |        |        |  |
|  | RC Cannes            | 1                |  |  |                    |                  | Mulhouse | 3 |                    |            |          |   |        |        |  |
|  | Mulhouse             | 3                |  |  | Mulhouse           | 3                |          |   |                    |            |          |   |        |        |  |
|  |                      |                  |  |  | Levallois Paris    | 0                |          |   |                    |            |          |   |        |        |  |

### Risultati

#### Ottavi di finale
| 14 gennaio 2025 Palais des Sports Beziers, Béziers Durata: 1h:47 - Spettatori: 1 448    | Béziers              | 1 - 3 | Venelles          | 22-25, 14-25, 25-11, 23-25       |
| 14 gennaio 2025 Palais des Victoires, Cannes Durata: 1h:43 - Spettatori: 288            | RC Cannes            | 1 - 3 | Mulhouse          | 16-25, 18-25, 25-22, 20-25       |
| 14 gennaio 2025 Palais Claudel, Saint-Dié-des-Vosges Durata: 1h:36 - Spettatori: ?      | Saint-Dié-des-Vosges | 1 - 3 | Vandœuvre Nancy   | 20-25, 14-25, 25-21, 11-25       |
| 14 gennaio 2025 Palais des sports, Bordeaux Durata: 1h:25 - Spettatori: 500             | Bordeaux-Mérignac    | 3 - 0 | Volero Le Cannet  | 25-19, 25-21, 25-21              |
| 14 gennaio 2025 Halle des sports d'Ergué-Armel, Quimper Durata: 1h:11 - Spettatori: 418 | Quimper              | 3 - 0 | Chamalières       | 25-16, 25-22, 25-20              |
| 14 gennaio 2025 Salle Saint Exupéry, Marcq-en-Barœul Durata: 2h:19 - Spettatori: 121    | Marcq-en-Barœul      | 2 - 3 | Terville Florange | 21-25, 25-22, 24-26, 29-27, 9-15 |

#### Quarti di finale
| 11 febbraio 2025 Palais des sports, Bordeaux Durata: 1h:58 - Spettatori: 1 474              | Bordeaux-Mérignac  | 2 - 3 | Quimper         | 25-15, 19-25, 17-25, 25-23, 10-15 |
| 11 febbraio 2025 Centre Sportif LE111, Terville Durata: 1h:19 - Spettatori: 621             | Terville Florange  | 0 - 3 | Venelles        | 15-25, 22-25, 23-25               |
| 11 febbraio 2025 Palais des Sports, Mulhouse Durata: 1h:30 - Spettatori: 2 514              | Mulhouse           | 3 - 0 | Levallois Paris | 25-22, 25-22, 25-23               |
| 11 febbraio 2025 Complexe Sportif Mangin Beaulieu, Nantes Durata: 2h:02 - Spettatori: 1 765 | Neptunes de Nantes | 3 - 1 | Vandœuvre Nancy | 20-25, 25-22, 25-20, 28-26        |

#### Semifinali
| 25 febbraio 2025 Complexe Sportif Mangin Beaulieu, Nantes Durata: 1h:55 - Spettatori: 2 424 | Neptunes de Nantes | 3 - 1 | Venelles | 18-25, 25-23, 25-19, 26-24        |
| 25 febbraio 2025 Halle des sports d'Ergué-Armel, Quimper Durata: 2h:03 - Spettatori: 1 157  | Quimper            | 2 - 3 | Mulhouse | 25-23, 17-25, 25-18, 18-25, 11-15 |

#### Finale
| 29 marzo 2025 Le Colisée, Chartres Durata: 1h:53 - Spettatori: ? | Neptunes de Nantes | 1 - 3 | Mulhouse | 26-28, 25-22, 19-25, 22-25 |